# Donautrajekt Gombos–Erdőd

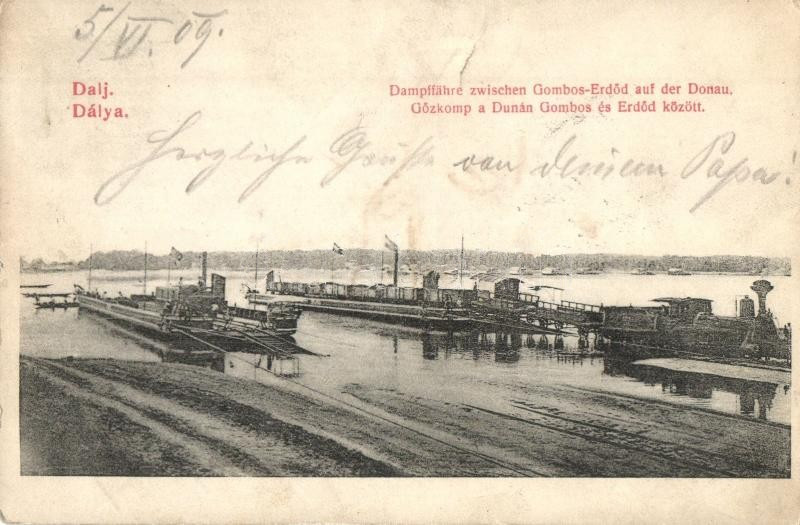
Dampffähre zwischen Gombos und Erdőd auf der Donau, um 1909

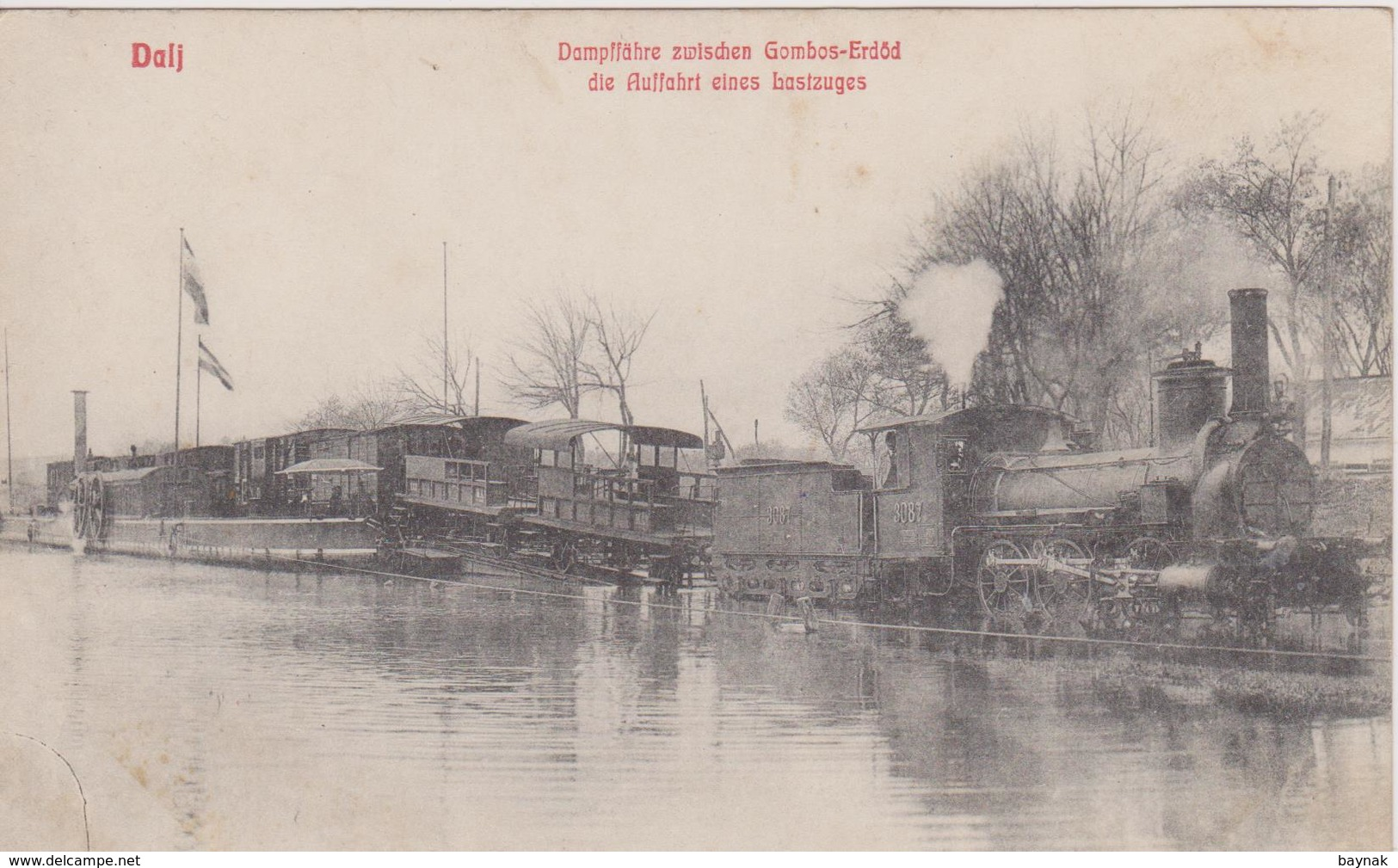
Dampffähre zwischen Gombos und Erdőd. Auffahrt eines Lastzuges, Verlag Jos. Krausz, Dalj

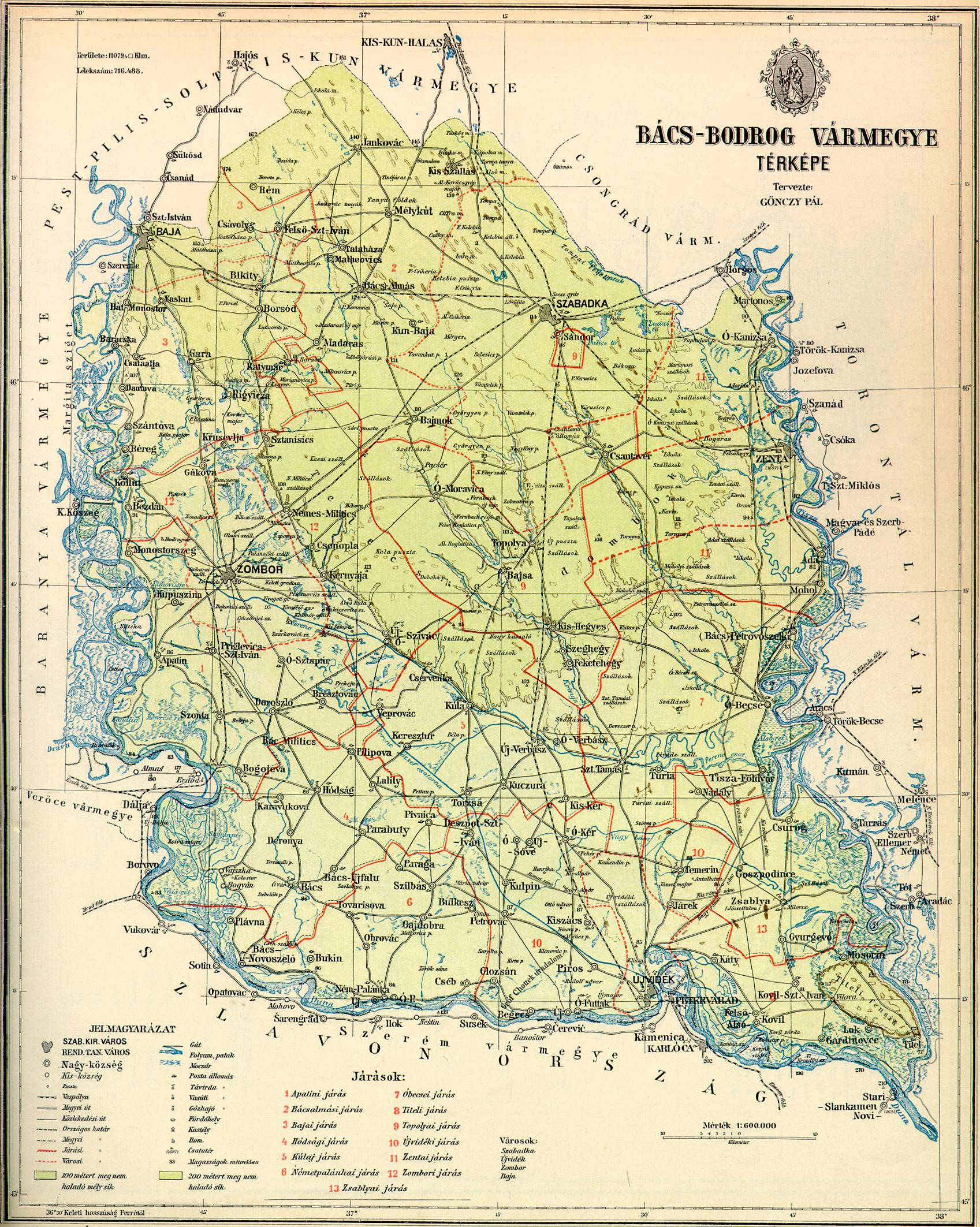
Brücke im Südwesten des Komitats Bács-Bodrog

Das Donautrajekt Gombos–Erdőd war eine Eisenbahnfähre im Süden des früheren Königreichs Ungarn. Dort überquerte die Bahnstrecke Nagyvárad–Eszék der Alföld-Fiumei Vasút ab 1872 in einem Flussbogen auf einem Trajekt die Donau.

## Herkunft
Bilder dieser Trajektanstalt zeigen bei den Pontons, den Landebrücken und den Leitseilen eine volle Übereinstimmung mit den Trajektgeräten der Rheinischen Eisenbahn. Auch hier benutzte man die vom Rhein her bekannten Zwischenwagen, um die Pontons nicht mit dem Gewicht der Lokomotiven zu belasten. Die beiden Pontons trugen hier die Namen „Duna“ und „Drava“.
Nach der Einstellung des Trajekts von Rheinhausen nach Hochfeld hatte die Rheinische Eisenbahngesellschaft 1877 Geräte dieser Trajektanstalt zum Verkauf angeboten. Für den Bahntransport an die Donau müssen die 63 Meter langen Pontons völlig zerlegt worden sein.

## Brücke
1910 wurde eine sechsbogige Stahlbrücke fertiggestellt, die das Trajekt seither ersetzte. Heute ist die Donau hier Grenzfluss zwischen dem in der serbischen Vojvodina liegenden Bogojevo, dem früheren Gombos auf der Ostseite, und dem in Ostkroatien nahe Vukovar gelegenen Erdut (Erdőd). Damit lag sie im Südwesten des Komitats Bács-Bodrog (siehe Karte).